# ヤク
ヤク（犛牛、英: yak、家畜化された種としての学名は Bos grunniens）は、偶蹄目ウシ科ウシ属に分類される偶蹄類（ウシ族）であり、野生種（Bos mutus）はノヤクと呼ばれる。

## 名称
漢名は旄牛（ボウギュウ。氂牛、犛牛とも）、犛牛（リギュウ）。
「ヤク」はチベット語の「གཡག་」 (g-yag) に由来して雄のヤクを意味し、メスは「ディ」という。
家畜種の種小名は「grunniens」がラテン語で「唸るように鳴く」、野生種（ノヤク）の「mutus」が「沈黙」の意だが、実際にはノヤクも鳴き声を出す。

## 分類
家畜種（ヤク）は、1766年にリンネにより Bos grunniens として記載され、野生種（ノヤク）は1883年にプルジェバリスキーによってPoephagus mutusとして記載された。家畜種と野生種を同種とみなす場合、野生種に用いられる Bos mutus が有効名となる。
DNAを用いた分類では大別して10亜種が存在することが指摘されている。野生種には通常のノヤクと黄金のノヤクが存在しているが、遺伝的には別系統に属すると考えられている。雲貴高原に分布する2亜種（ノヤク、Zhongdian）とチベット高原に分布する8亜種（黄金のノヤク、Tianzu、Sibu、Plateau、Maiwa、Pali、Jiulong、Jiali）が存在する。さらに、ノヤクには2つのタイプが存在する。
現生のウシ族でノヤクと最も近縁なのはバイソン属であり、アメリカバイソンとの交配個体は「ヤカロー（Yakalo）」と呼ばれる（家畜のウシとの交配種は「ゾ」と呼ばれる）。2021年に発表された現生ウシ族の遺伝上の関連性は以下の通りになる。
| ヤク                | ノヤク（Bos mutus）+家畜ヤク（B. grunniens）                                                            |
|                     | ノヤク（Bos mutus）+家畜ヤク（B. grunniens）                                                            |
| バイソン属（Bison） | \| \| アメリカバイソン（Bison bison） \| \| \| \| \| \| ヨーロッパバイソン（Bison bonasus） \| \| \| \| |
|                     | \| \| アメリカバイソン（Bison bison） \| \| \| \| \| \| ヨーロッパバイソン（Bison bonasus） \| \| \| \| |
|                     | アメリカバイソン（Bison bison）                                                                         |
|                     | |
|                     | ヨーロッパバイソン（Bison bonasus）                                                                     |
|                     | |

|  | アメリカバイソン（Bison bison）     |
|  |                                     |
|  | ヨーロッパバイソン（Bison bonasus） |
|  |                                     |

|  | バンテン（Bos javanicus）+バリ牛（B. domesticus） |
|  |                                                   |
|  | ガウル（Bos gaurus）+ガヤル（B. frontalis）       |
|  |                                                   |
|  | コープレイ（Bos sauveli）                         |
|  |                                                   |

| ヤク                | ノヤク（Bos mutus）+家畜ヤク（B. grunniens）                                                            |
|                     | ノヤク（Bos mutus）+家畜ヤク（B. grunniens）                                                            |
| バイソン属（Bison） | \| \| アメリカバイソン（Bison bison） \| \| \| \| \| \| ヨーロッパバイソン（Bison bonasus） \| \| \| \| |
|                     | \| \| アメリカバイソン（Bison bison） \| \| \| \| \| \| ヨーロッパバイソン（Bison bonasus） \| \| \| \| |
|                     | アメリカバイソン（Bison bison）                                                                         |
|                     | |
|                     | ヨーロッパバイソン（Bison bonasus）                                                                     |
|                     | |

|  | アメリカバイソン（Bison bison）     |
|  |                                     |
|  | ヨーロッパバイソン（Bison bonasus） |
|  |                                     |

|  | バンテン（Bos javanicus）+バリ牛（B. domesticus） |
|  |                                                   |
|  | ガウル（Bos gaurus）+ガヤル（B. frontalis）       |
|  |                                                   |
|  | コープレイ（Bos sauveli）                         |
|  |                                                   |

| ヤク                | ノヤク（Bos mutus）+家畜ヤク（B. grunniens）                                                            |
|                     | ノヤク（Bos mutus）+家畜ヤク（B. grunniens）                                                            |
| バイソン属（Bison） | \| \| アメリカバイソン（Bison bison） \| \| \| \| \| \| ヨーロッパバイソン（Bison bonasus） \| \| \| \| |
|                     | \| \| アメリカバイソン（Bison bison） \| \| \| \| \| \| ヨーロッパバイソン（Bison bonasus） \| \| \| \| |
|                     | アメリカバイソン（Bison bison）                                                                         |
|                     | |
|                     | ヨーロッパバイソン（Bison bonasus）                                                                     |
|                     | |

|  | アメリカバイソン（Bison bison）     |
|  |                                     |
|  | ヨーロッパバイソン（Bison bonasus） |
|  |                                     |

|  | バンテン（Bos javanicus）+バリ牛（B. domesticus） |
|  |                                                   |
|  | ガウル（Bos gaurus）+ガヤル（B. frontalis）       |
|  |                                                   |
|  | コープレイ（Bos sauveli）                         |
|  |                                                   |

| ヤク                | ノヤク（Bos mutus）+家畜ヤク（B. grunniens）                                                            |
|                     | ノヤク（Bos mutus）+家畜ヤク（B. grunniens）                                                            |
| バイソン属（Bison） | \| \| アメリカバイソン（Bison bison） \| \| \| \| \| \| ヨーロッパバイソン（Bison bonasus） \| \| \| \| |
|                     | \| \| アメリカバイソン（Bison bison） \| \| \| \| \| \| ヨーロッパバイソン（Bison bonasus） \| \| \| \| |
|                     | アメリカバイソン（Bison bison）                                                                         |
|                     | |
|                     | ヨーロッパバイソン（Bison bonasus）                                                                     |
|                     | |

|  | アメリカバイソン（Bison bison）     |
|  |                                     |
|  | ヨーロッパバイソン（Bison bonasus） |
|  |                                     |

|  | バンテン（Bos javanicus）+バリ牛（B. domesticus） |
|  |                                                   |
|  | ガウル（Bos gaurus）+ガヤル（B. frontalis）       |
|  |                                                   |
|  | コープレイ（Bos sauveli）                         |
|  |                                                   |

## 分布

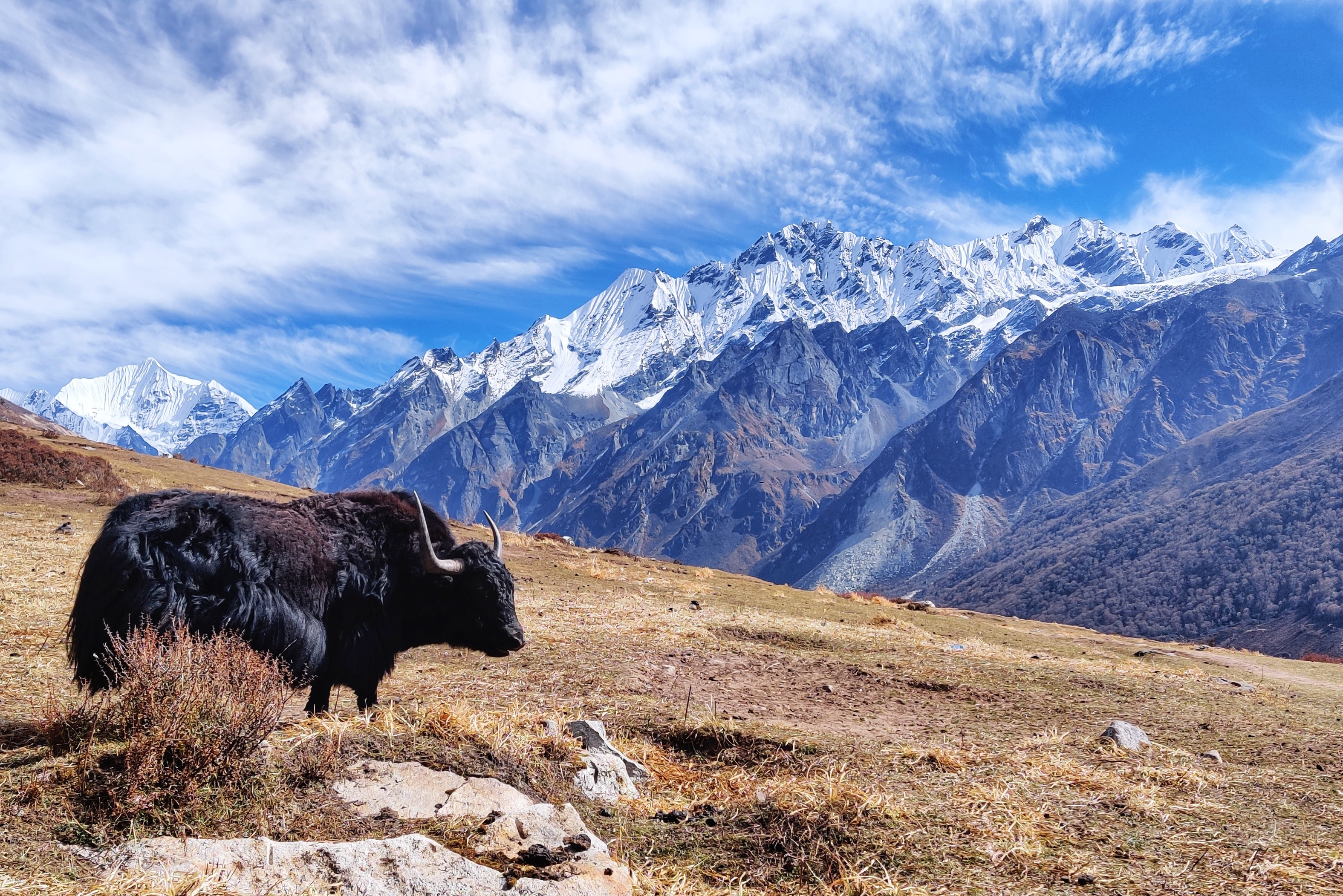
ネパールのヒマラヤ山脈にて。

ノヤクはインド北西部、モンゴル、中華人民共和国（甘粛省、チベット自治区）、パキスタン北東部などに自然分布している。
ロシアでは以前はバイカル湖の東側まで分布していたが、17世紀前後に絶滅したとされる。ブータンでも絶滅している。ネパールでは絶滅していたとされていたが2014年に再発見され、それを記念してノヤクが紙幣の絵柄に採用された。
なお、Bos baikalensis のような近縁種の化石はロシア東部でも発見されており、バイソン属と同様にノヤクまたは近縁種が北米大陸に到達した可能性もある。

## 形態

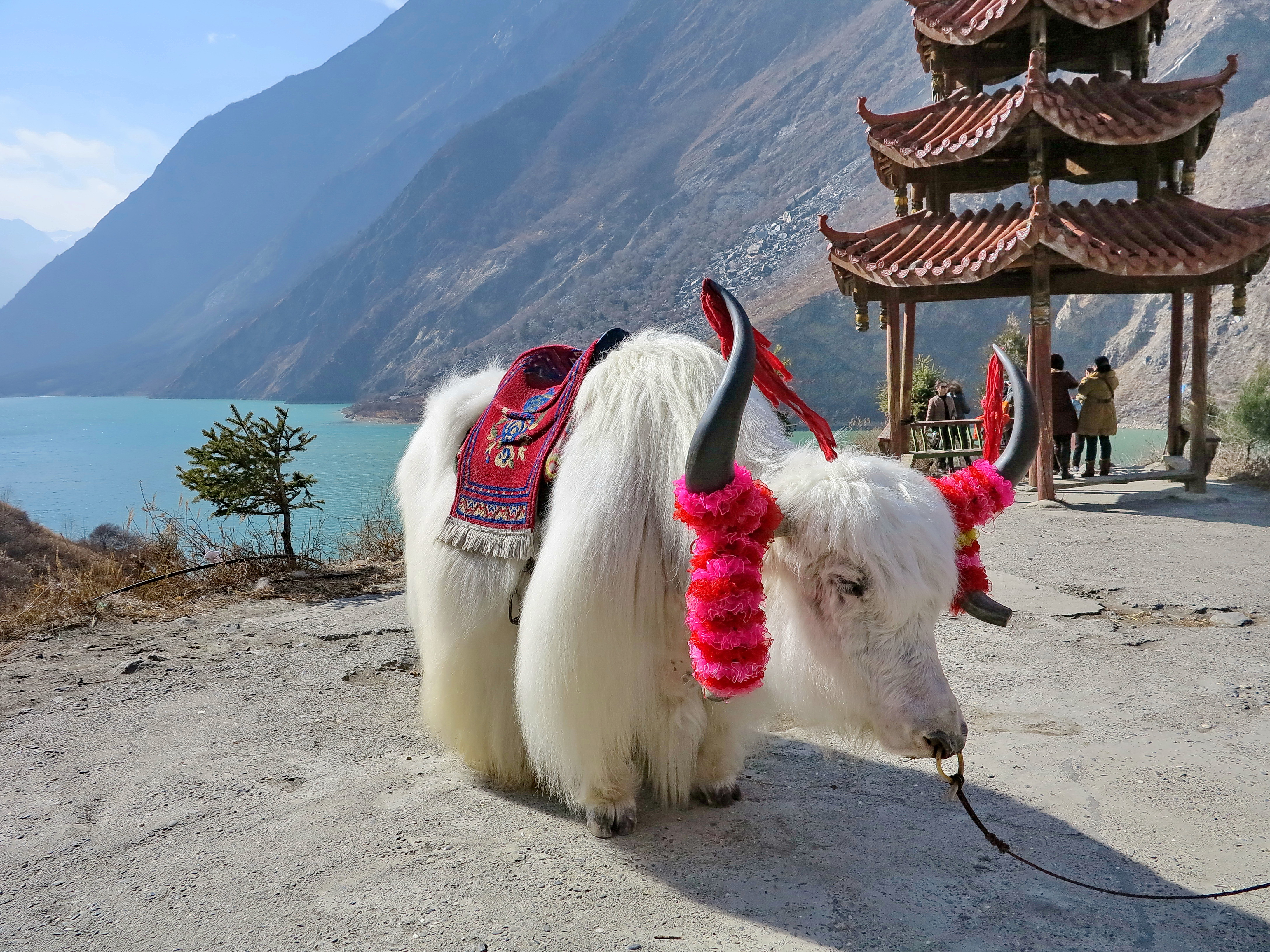
家畜種の毛色の一例（四川省）。

野生種（ノヤク）はバイソン属やガウルに匹敵する大型種であり、大型の個体は体長380センチメートル、体高205センチメートル、尾長100センチメートル、体重1.2トンに達する。家畜種は若干だが小型であり、体長がオスで280-325センチメートル、メスで200-220センチメートル。尾長がオでス80-100センチメートル、メスで60-75センチメートル。肩高がオスで170-200センチメートル、メスで150-160センチメートル、体重はオスが800-1,000キログラム、メスが325-360キログラムになる。
高地に適応しており、体表は蹄の辺りまで達する黒く長い毛に覆われている。家畜種には、黒だけでなく様々な毛色のパターンが存在する。換毛はしないため、暑さには弱い。四肢は短く頑丈であり、肩は瘤状に隆起する。鳴き声はウシのような「モー」ではなく、低いうなり声である。基部から外側上方、前方に向かい、先端が内側上方へ向かう角がある。角長は最大で92センチメートル。
ノヤクには大別して二つのタイプが存在し、それぞれ「Qilian」と「Kunlun」と呼ばれている。

### 黄金のノヤク
野生種（ノヤク）には、黄金（金白）の毛並みを持つ個体や群れ（金丝野牦牛）が存在しているが、その個体数は数百頭と少ない。通常のノヤクとは遺伝的な差異が見られ、亜種レベルの差があるとされる場合もある。

## 生態

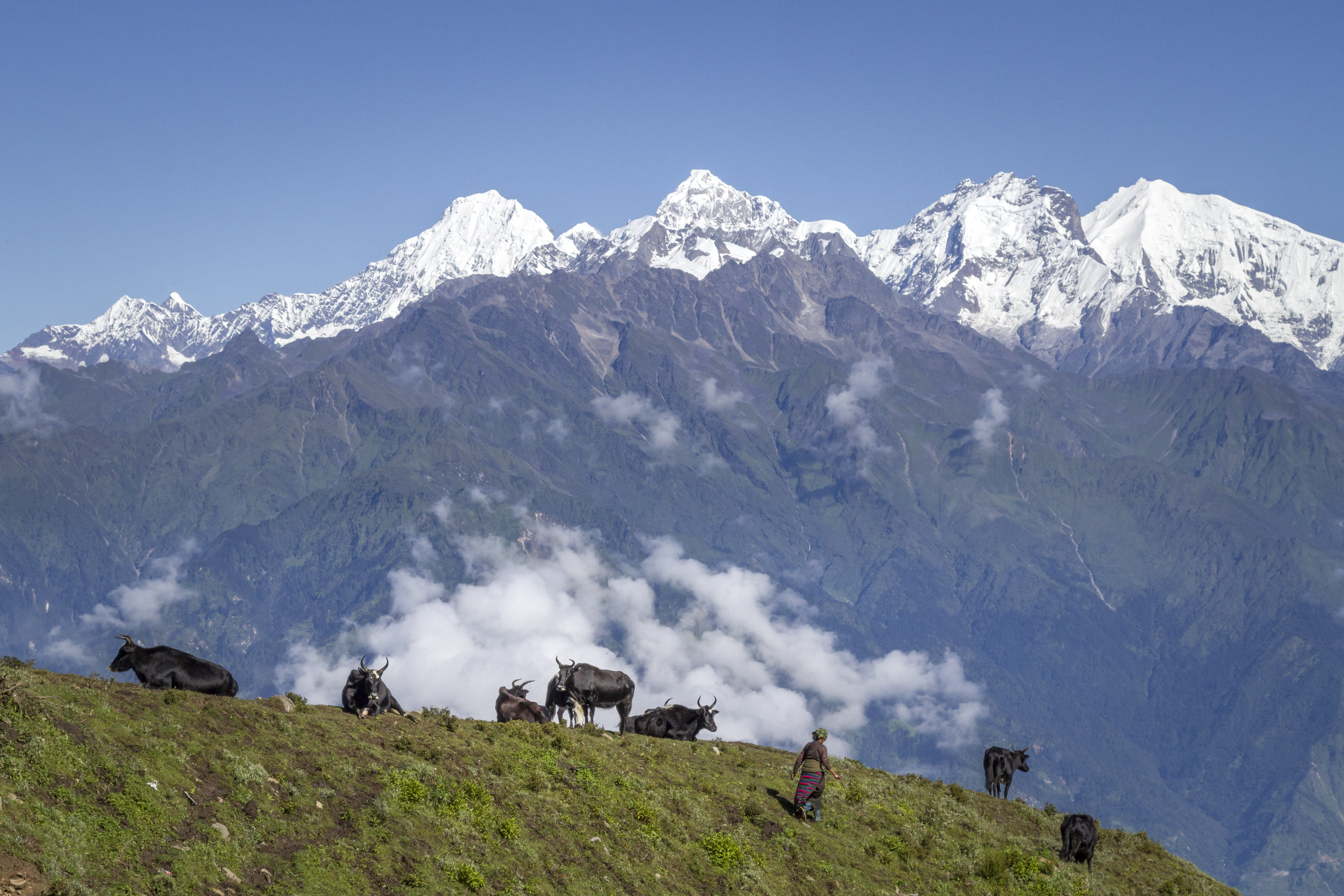
ヤクは標高の高い地域での生息に適応している。

標高4,000-6,000メートルにある草原、ツンドラ、岩場、氷河の付近、砂漠などに生息する。8-9月は万年雪がある場所に移動し、冬季になると標高の低い場所にある水場へ移動する。高地に生息するため、同じサイズのウシと比較すると心臓は約1.4倍、肺は約2倍の大きさを有している。傾斜の激しい高地は捕食者からの襲撃を抑制する。
食性は植物食で、草、地衣類などを食べる。母親は（谷底に留まる）オスや子を持たないメスとは別行動を取って、急斜面で子供と共に食事を行う事があるが、ノヤクにおけるオスとメスの別行動の程度がアメリカバイソンの事例に匹敵するのかは不明となっている。
繁殖形態は胎生。妊娠期間は約258日。6月に1回に1頭の幼獣を産む。生後6-8年で性成熟し、寿命は25年と考えられている。

## 人間との関係

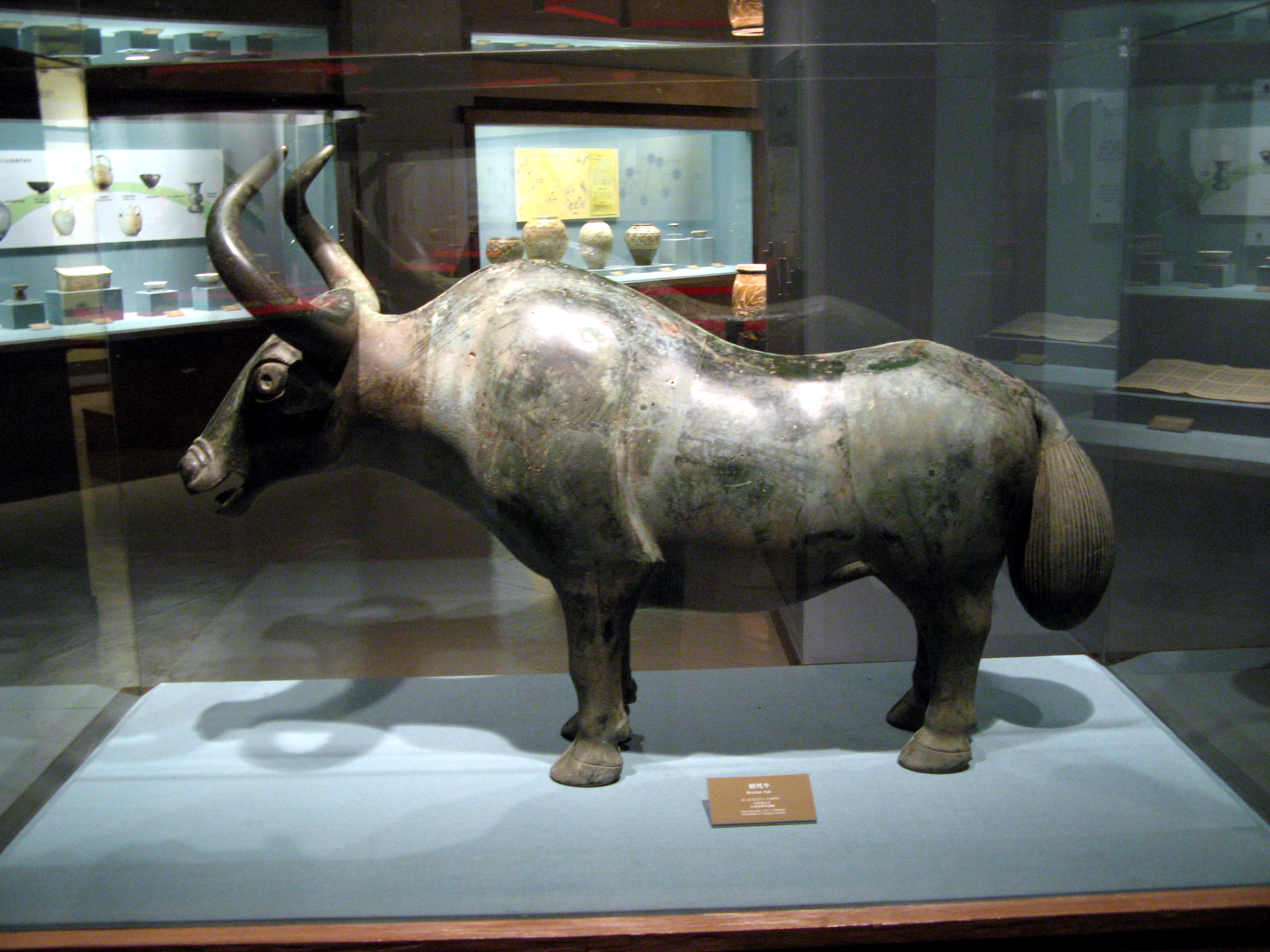
甘粛省から出土した、1271–1368AD（元）の頃の青銅製のヤクの像。

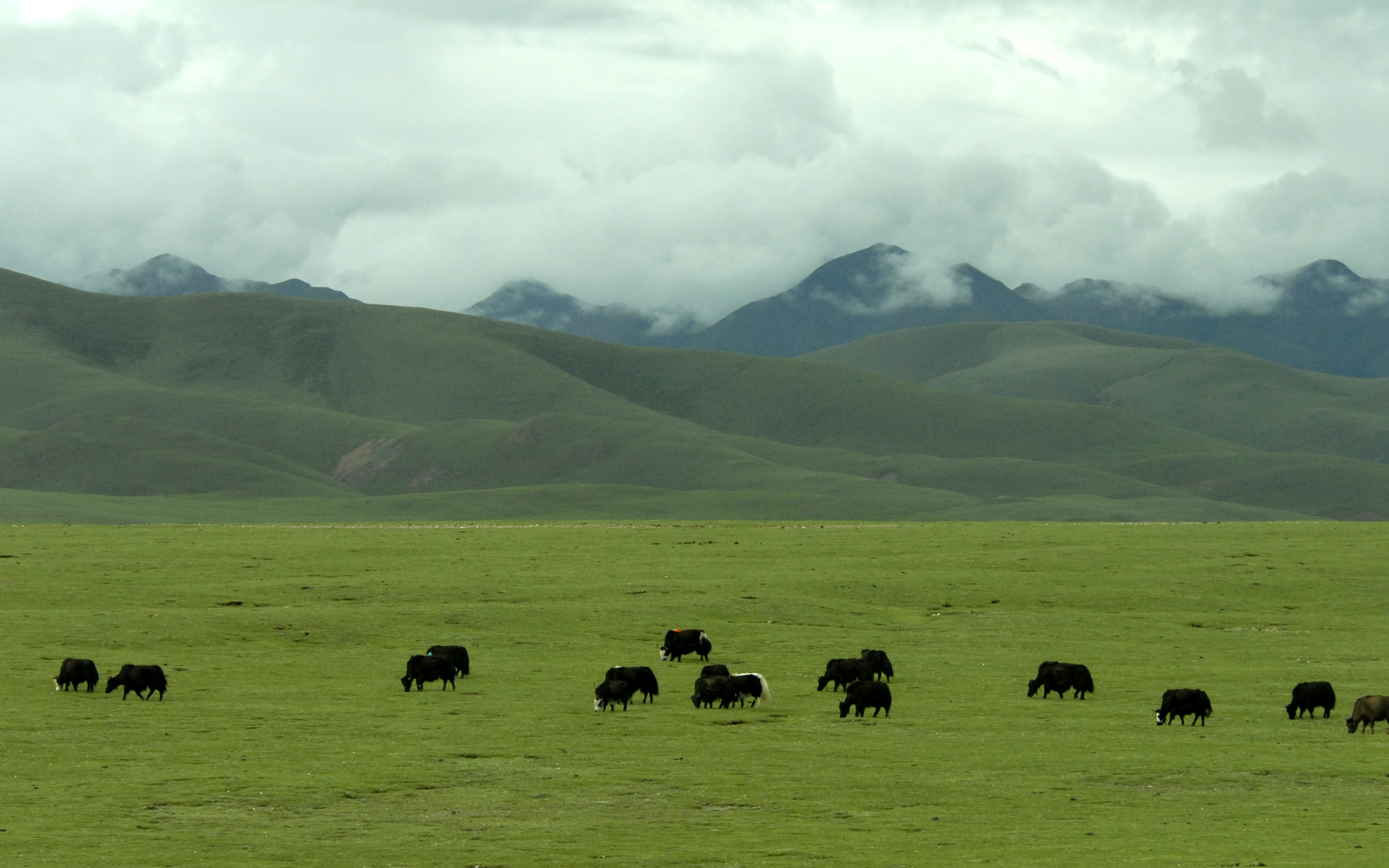
西寧市とラサ市の付近にて放牧されているヤク。

野生種は食用の乱獲や密猟、家畜種との競合や交配などにより生息数は激減している。中華人民共和国では法的に保護の対象（中国国家一級重点保護野生動物）とされている。青海省とチベット自治区に跨るフフシル（ココシリ）は特に重要な生息地であり、自然保護区として世界屈指の規模を持つ青海可可西里国家級自然保護区と三江源国家級自然保護区は世界自然遺産に指定されており、ノヤクの個体数の約半分が生息しているとされる。
1964年における生息数は3,000-8,000頭と推定されている。

### 利用
2,000年前から家畜化したとされる。1993年における家畜個体数は13,700,000頭と推定されている。
ほとんどのヤクが家畜として、荷役用、乗用（特に渡河に有用）、毛皮用、乳用、食肉用に使われている。中華人民共和国ではチベット自治区のほか、青海省、四川省、雲南省でも多数飼育されている。
チベットやブータンでは、ヤクの乳から取ったギーであるヤクバターを灯明に用いたり、塩とともに黒茶を固めた磚茶（団茶）を削って煮出し入れ、チベット語ではジャ、ブータンではスージャと呼ばれるバター茶として飲まれている。また、チーズも作られている。
食肉用としても重要な動物であり、脂肪が少ないうえに赤身が多く味も良いため、中国では比較的高値で取引されている。糞は乾かし、燃料として用いられる。「モモ」と呼ばれる肉まんや餃子に類する料理にもヤクの肉を用いることもある。
体毛は衣類などの編み物や、テントやロープなどに利用される。

### 日本での利用
ヤクの尾毛は日本では兜や槍につける装飾品として武士階級に愛好され、尾毛をあしらった兜は輸入先の国名を採って「唐の頭（からのかしら）」と呼ばれた。特に徳川家康が「家康に過ぎたるものが二つあり、唐の頭に本多平八」と詠われたほど好んだため、江戸時代に入って鎖国が行われてからも清経由で定期的な輸入が行われていた。
幕末、新政府軍が江戸城を接収した際に、収蔵されていたヤクの尾毛が軍帽として使われ、黒毛のものを黒熊（こぐま）、白毛のものを白熊（はぐま）、赤毛のものを赤熊（しゃぐま）と呼んだ。(なお、俗に「黒熊は薩摩藩、白熊は長州藩、赤熊は土佐藩の指揮官が着用していた」と説明される事があるが、軍帽を「魁」の前立てを付けた黒熊毛の陣笠で統一していた山国隊のように、実際には藩や階級を問わず広く使用されていた。)
これらの他に、歌舞伎で用いる鏡獅子のかつらや振り毛、仏教僧が用いる払子にもヤクの尾毛が使用されている。植物名のクルマバハグマ（車葉白熊）などのハグマ（白熊）は花の形が中国産のヤクの尾の白い毛に似ていることによる。

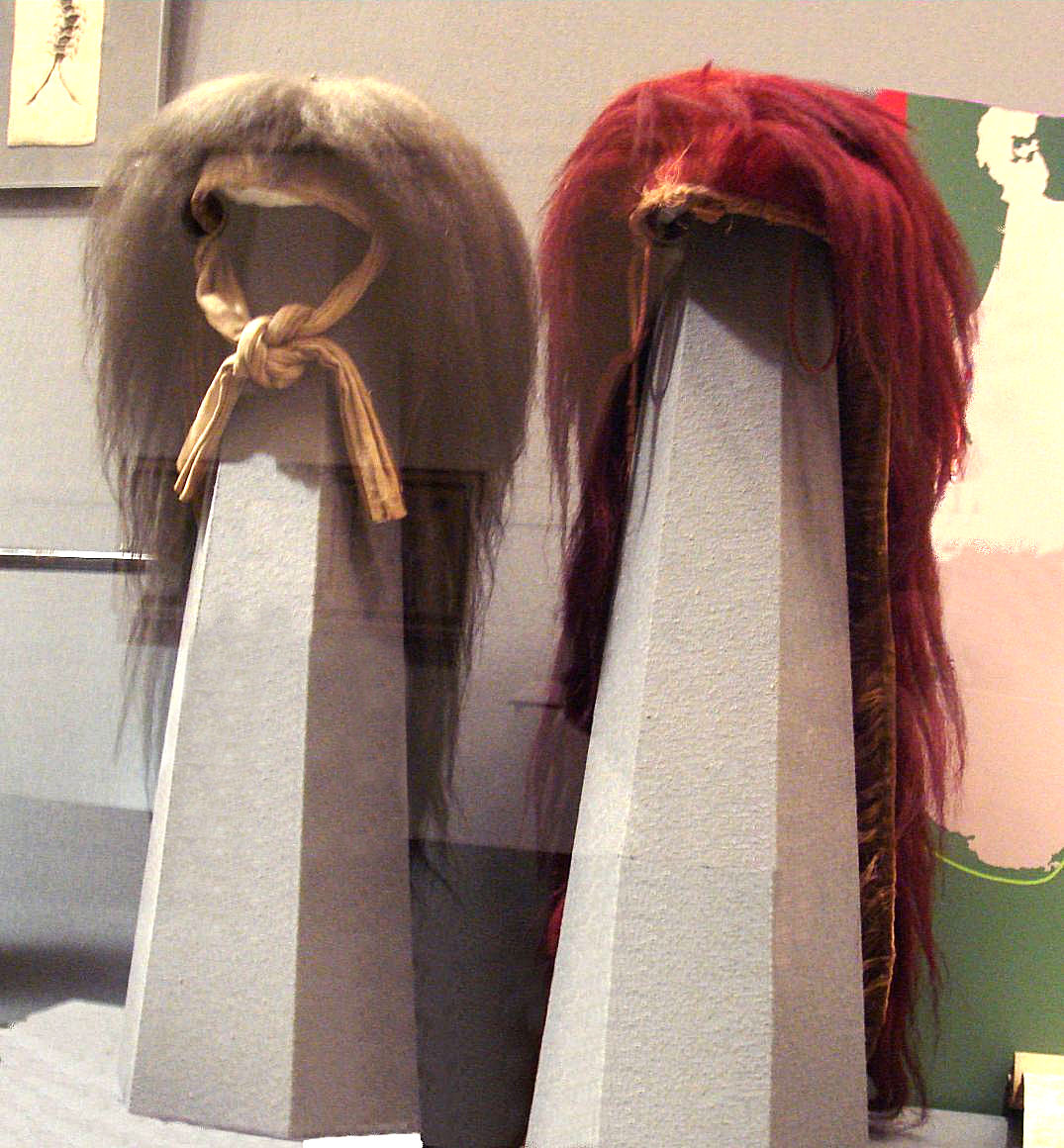
白毛の白熊（はぐま）、赤毛の赤熊（しゃぐま）。
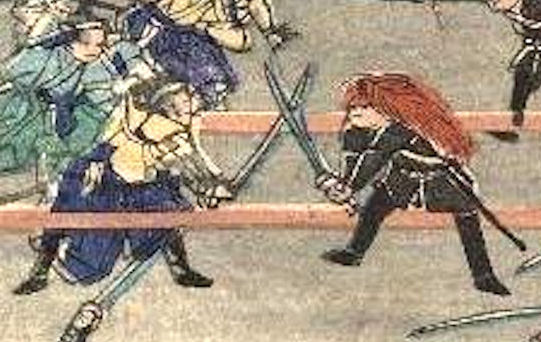
上野戦争で対決した幕軍彰義隊と赤熊を被った官軍迅衝隊。
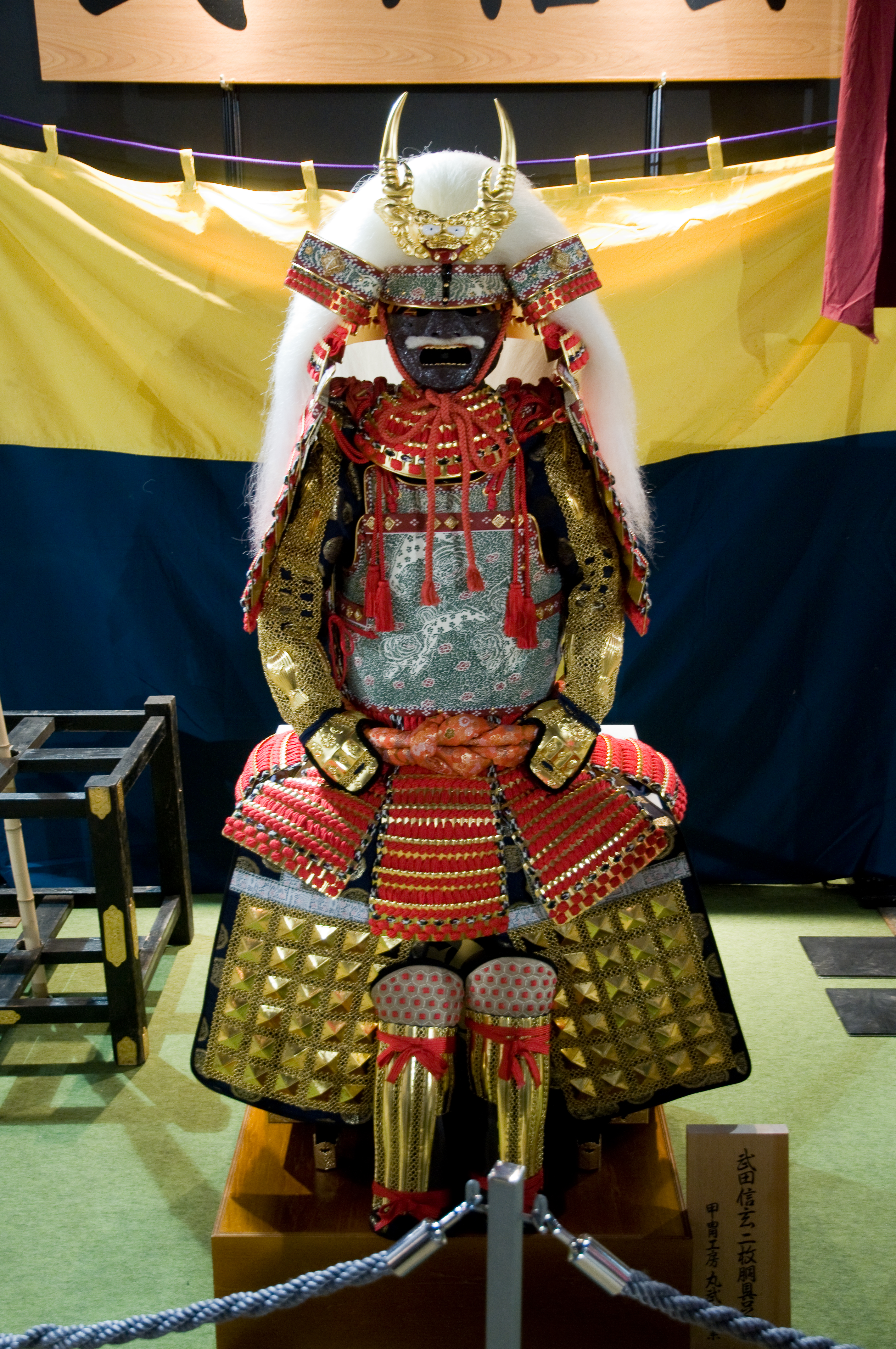
ヤクの毛をあしらった総髪兜

## 関連画像

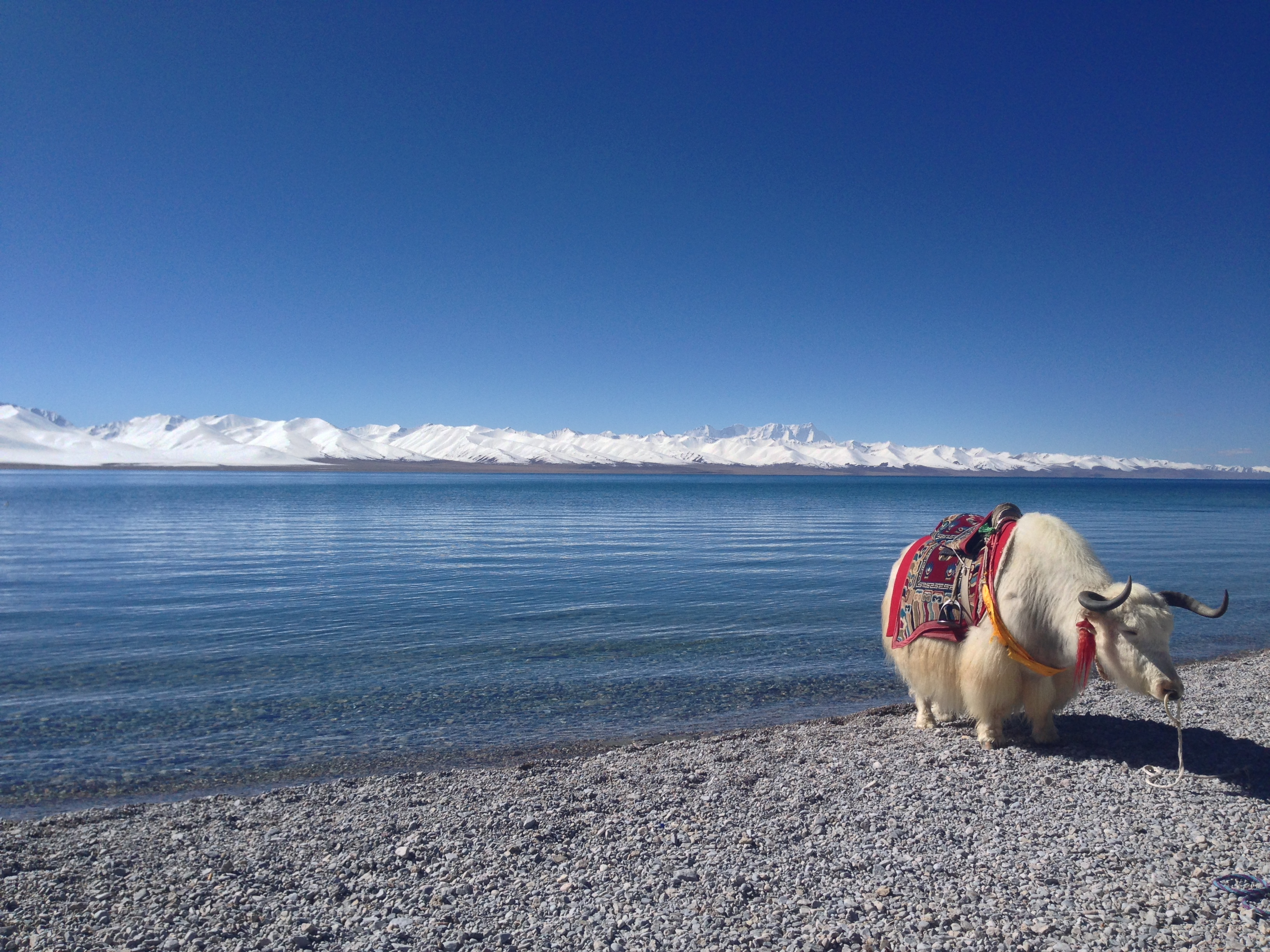
ナムツォにて。
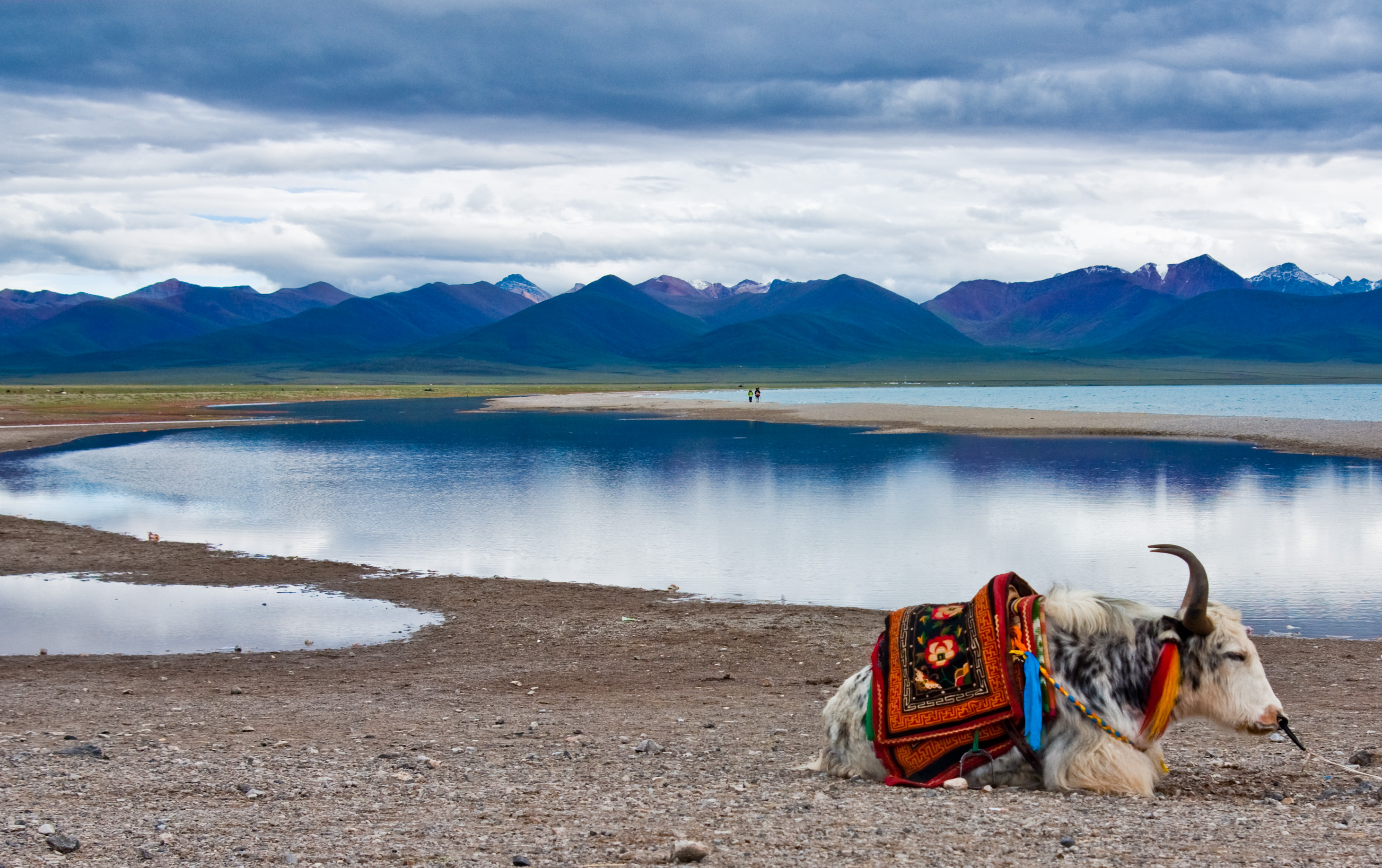
ナムツォにて。
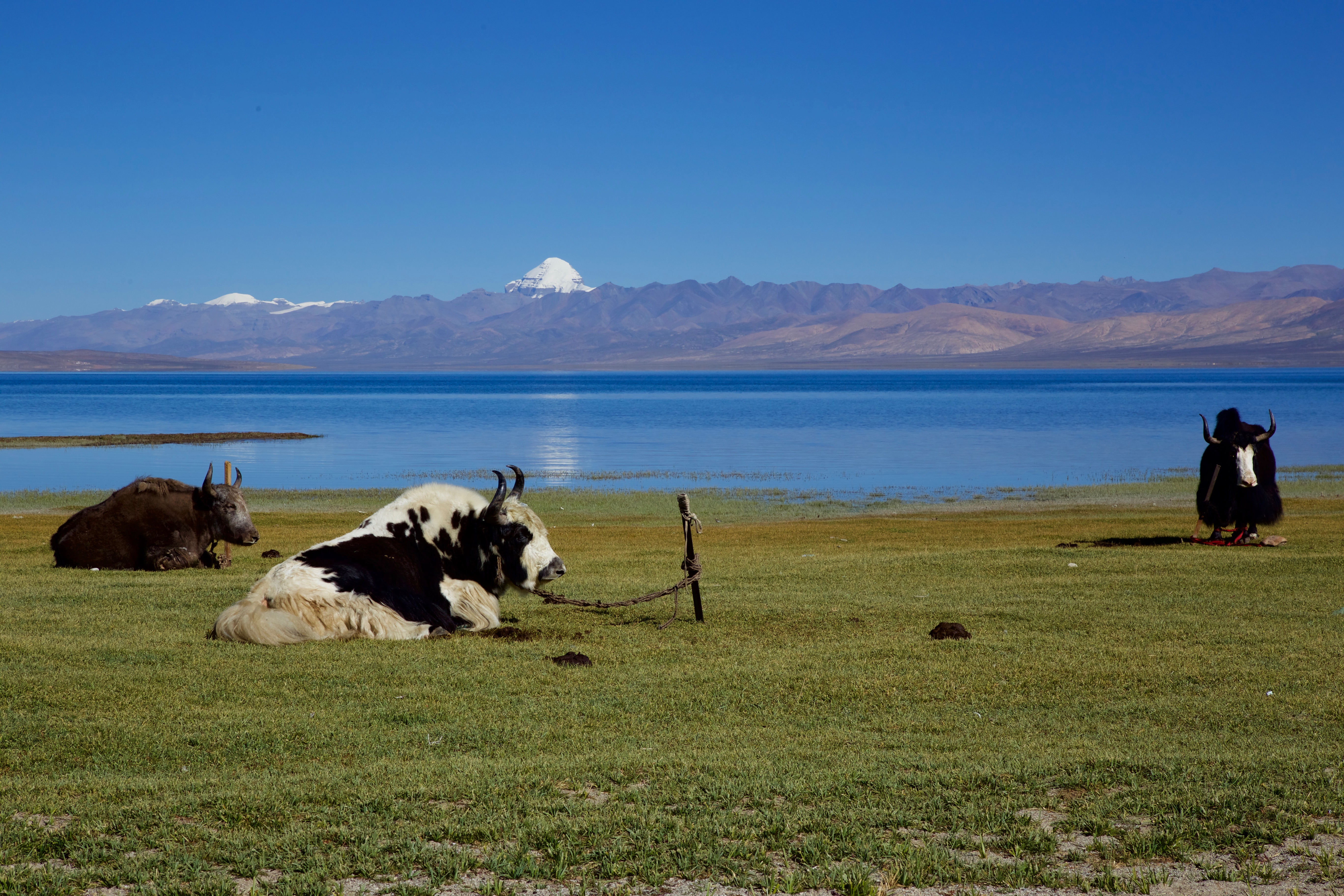
マーナサローワル湖にて。
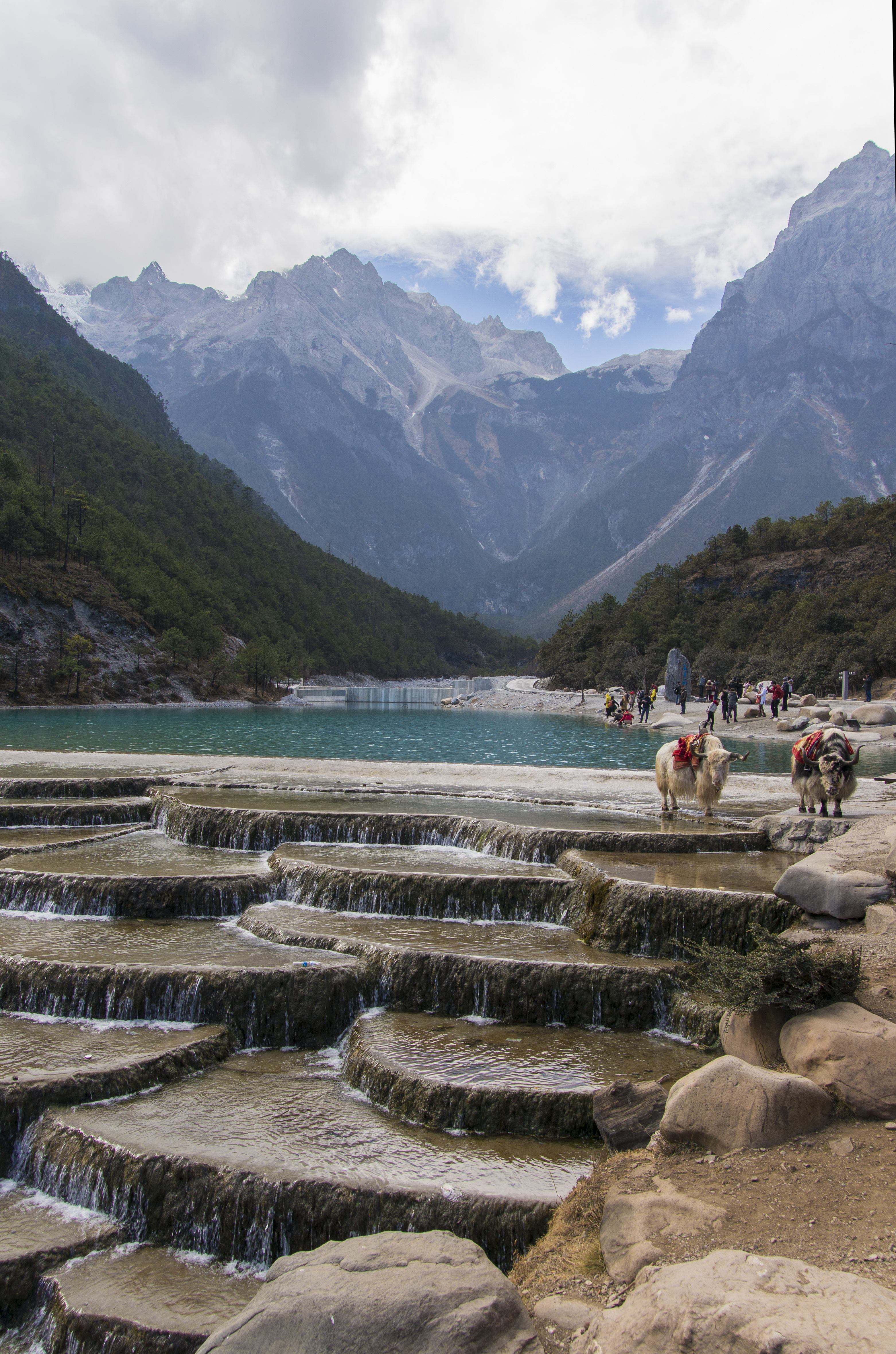
玉龍雪山にて。